# Скиербек, Поуль
Поуль Юлиус Оусхер Скиербек (дат. Poul Julius Ouscher Schierbeck; 8 июня 1888, Копенгаген — 9 февраля 1949, Копенгаген) — датский композитор и органист.
Окончил Королевскую Датскую консерваторию, ученик Карла Нильсена и Томаса Лауба (композиция), Пауля Хельмута (орган) и Хенрика Кнудсена (фортепиано). В годы Первой мировой войны испытал также влияние работавшего в этот период в Дании дирижёра Франка Ван дер Стукена. С 1916 г. органист новопостроенной церкви в деревне Сковсховед, ныне на территории коммуны Гентофте. С 1931 г. преподавал в консерватории композицию и инструментовку. Среди его учеников были Аксель Боруп-Йоргенсен, Ёрген Ерсиль, Лейф Кайзер, Свен Симон Шульц и Лейф Тибо. Дебютировал как композитор в 1912 году. Наиболее известен сотрудничеством с кинорежиссёром Карлом Теодором Дрейером: написал музыку для фильма Дрейера «День гнева» (1943), а в следующем полнометражном фильме «Слово» (1955) Дрейер использовал музыку уже покойного Скиербека.
Наиболее значительная часть композиторского наследия Скиербека — вокальная и хоровая музыка, включая множество песен, среди которых песня «Дания, моё Отечество» (дат. Danmark, mit Fædreland, 1927; известна также по первой строчке «Я в Дании рождён», дат. I Danmark er jeg født), написанная на слова Ханса Кристиана Андерсена и включённая в Датский культурный канон. Среди других значительных вокальных и хоровых сочинений Скиербека — цикл для голоса с оркестром «Китайская флейта» (дат. Den kinesiske fløjte; 1918) и цикл романсов «Северный родник» (Nakjælen; 1921) на стихи Маринуса Бёрупа, ряд кантат, в том числе на 500-летие города Орхус (1941). Единственная опера «Галантный праздник» (фр. Fête galante; 1931) была исполнена лишь семь раз и поставлена повторно только после смерти автора, единственная симфония Скиербека (1921) впервые прозвучала под управлением его учителя Нильсена и затем надолго исчезла из репертуара, воскреснув лишь в 1990-е гг. благодаря появившейся записи (Оркестр Лодзинской филармонии под управлением Ильи Ступеля). Скиербеку принадлежат также фортепианная соната (1915), квинтет для духовых инструментов «Каприччо» (1941), театральная музыка.
Был женат (с 1919 г.) на оперной певице Сильвии Скиербек (урождённой Ларсен).